# Все настоящие девушки
Все настоящие девушки (англ. All the Real Girls) — мелодраматический фильм режиссёра и сценариста Дэвида Гордона Грина.

## Сюжет
Двадцатилетний Пол живёт в небольшом южном городке и работает в автомастерской своего дяди. Он до сих пор живёт со своей матерью, Эльвирой, работающей клоуном в местной детской больнице. Пол проводит большую часть своего времени, болтаясь с лучшим другом и самопровозглашенным партнёром по преступлениям, Типом, и его друзьями: Бо и Баст-Асс. Среди них, Пол имеет репутацию дамского угодника, будучи не способным поддержать хоть какие-то долгосрочные отношения: большинство из романов Пола длились всего несколько недель, а спал он почти с каждой девушкой в городе. Пол начинает понимать, что ему нужна другая жизнь, и это чувство становится всё более ясным, когда он встречает Ноэль, сестру Типа, вернувшуюся домой после школы-интерната. Ноэль более вдумчивая и зрелая, чем девочки, к которым привык Пол. Они вскоре влюбляются друг в друга, но для Пола это стало другим видом отношений — Ноэль ещё девственница, и её созерцательная натура даёт ему желание быть лучше, сильнее, человечнее, но Тип не одобряет встречи Пола со своей младшей сестрой, что приводит к разрыву между этими давними друзьями.

## В ролях
| Актёр            | Роль          |
| ---------------- | ------------- |
| Пол Шнайдер      | Пол           |
| Зоуи Дешанель    | Ноэль         |
| Ши Уигхэм        | Тип           |
| Дэнни Макбрайд   | Баст-Асс      |
| Морис Комт       | Бо            |
| Хизер МакКомб    | Мэри-Маргарет |
| Патриша Кларксон | Эльвира       |
| Бенджамин Мутон  | Дядя Лиланд   |

## Производство
Дэвид Гордон Грин и Пол Шнайдер встретились в школе искусств университета Северной Каролины, где Грин учился режиссуре, а Шнейдер редакторству. Вместе они сделали несколько короткометражных фильмов, а потом и первый полнометражный — «Джордж Вашингтон» 2001 года. Для своего второго фильма, «Все настоящие девушки», Грин и Шнайдер вместе разработали сценарий.

## Критика
Фильм получил в основном положительные отзывы, в настоящий момент на сайтах «Rotten Tomatoes» и «Metacritic» его рейтинг составляет 71 %. Однако в прокате, фильм с бюджетом в 2 млн 500 тысяч долларов США полностью провалился. Премьерный показ состоялся 19 января 2003 года на 19-м кинофестивале «Сандэнс». Фильм был выпущен 14 февраля в шести кинотеатрах, и в первый уик-энд собрал 39 714 $. К концу времени показов, 10 июля, касса составила только 549 666 $.
Питер Брэдшоу из «The Guardian» сказал, что «„Все настоящие девушки“ не может быть столь же мощным, как его дебютный фильм: любопытно, что при всех своих более взрослых персонажах и заботах, это не так сложно. Но всё же строгая режиссёрская работа отличается от его 20-х, от которых есть захватывающее обещание дойти до истинного величия. Это глубоко опытный и умный фильм о хрупкости и бренности любви». А. О. Скотт из «The New York Times» заметил, что «фильм имеет переходное, неопределенное чувство, из-за того, что режиссёр делает трудный пассаж из потрепанного, вдохновленного дилетантизма к более полированному, зрелому стилю. „Все настоящие девушки“ это регионалистская работа с эстетикой „сделай-сам“, но в то же время притягивается Сандэнсом, Голливудом и более доступным, синтетическим подходом к истории. Это любопытный, неудобный гибрид, но все же красивый. Дилетантизм, в корне, это все о любви, и „Все настоящие девушки“, по своей сути, это история любви, о безграничной любви молодого режиссёра к окружающему его миру, и к людям, которых он там находит». Обозреватели Фредерик и Мэри Энн Брускат сказали, что «„Все настоящие“ девушки неприхотливый, неторопливый фильм, с неполнотой нашего понимания любви и жизни в мире». Кинокритик Роджер Эберт отметил, что:

«Все настоящие девушки», второй фильм Дэвида Гордона Грина, слишком тонкого и проницательного, и слишком много знающего о человеческой природе, чтобы показать здесь отсутствие сексуальной синхронности, как будто бы она является основой сюжета. Другой такой фильм будет полностью о том, есть ли у них секс. Но Грин, показывающий нежность уязвимыми характерами, меньше заботится о сексе, чем о чувствах и диком юношеском идеализме… Здесь дело о реальной любви, и если вы его пропустите, вы также можете потерять способность верить в неё, что является ещё большей болью. Особенно в городе, где настоящая любовь может быть единственной вещью мирового класса, которая когда-либо произойдёт.
Оригинальный текст (англ.)"All the Real Girls," David Gordon Green's second film, is too subtle and perceptive, and knows too much about human nature, to treat their lack of sexual synchronicity as if it supplies a plot. Another kind of movie would be entirely about whether they have sex. But Green, who feels tenderly for his vulnerable characters, cares less about sex than about feelings and wild youthful idealism... The thing about real love is, if you lose it, you can also lose your ability to believe in it, and that hurts even more. Especially in a town where real love may be the only world-class thing that ever happens.

## Саундтрек
Официальный саундтрек к фильму, состоящий из 12 композиций, вышел 18 марта 2003 года:
| №   | Название                  | Длительность |
| --- | ------------------------- | ------------ |
| 1.  | «All These Vicious Dogs»  | 2:25         |
| 2.  | «Beautiful Stars»         | 5:55         |
| 3.  | «Hottub»                  | 1:49         |
| 4.  | «Sea of Teeth»            | 4:29         |
| 5.  | «Cantus for Bob Hardison» | 3:31         |
| 6.  | «Fear Satan»              | 9:49         |
| 7.  | «Goin' Back Home»         | 2:32         |
| 8.  | «Body on Fire»            | 3:05         |
| 9.  | «Streets Were Raining»    | 5:01         |
| 10. | «I Wanna Dance 4U»        | 2:55         |
| 11. | «Cactus Wren»             | 4:40         |
| 12. | «Say Goodbye Good»        | 6:38         |

## Номинации и награды
Фильм был номинирован на награды различных кинофестивалей по всему миру. Дэвид Гордон Грин был номинирован на приз Большого жюри, но выиграл Специальный приз жюри эмоциональную истину на кинофестивале «Сандэнс», вместе с Патришей Кларксон получившей специальный приз жюри за её роль в фильме. Зоуи Дешанель была номинирована на премию «Независимый дух» за лучшую женскую роль, но выиграла награду за лучшую женскую роль на кинофестивале в Мар-дель-Плата.